# Campeonato Mundial de Ciclismo en Pista de 1914

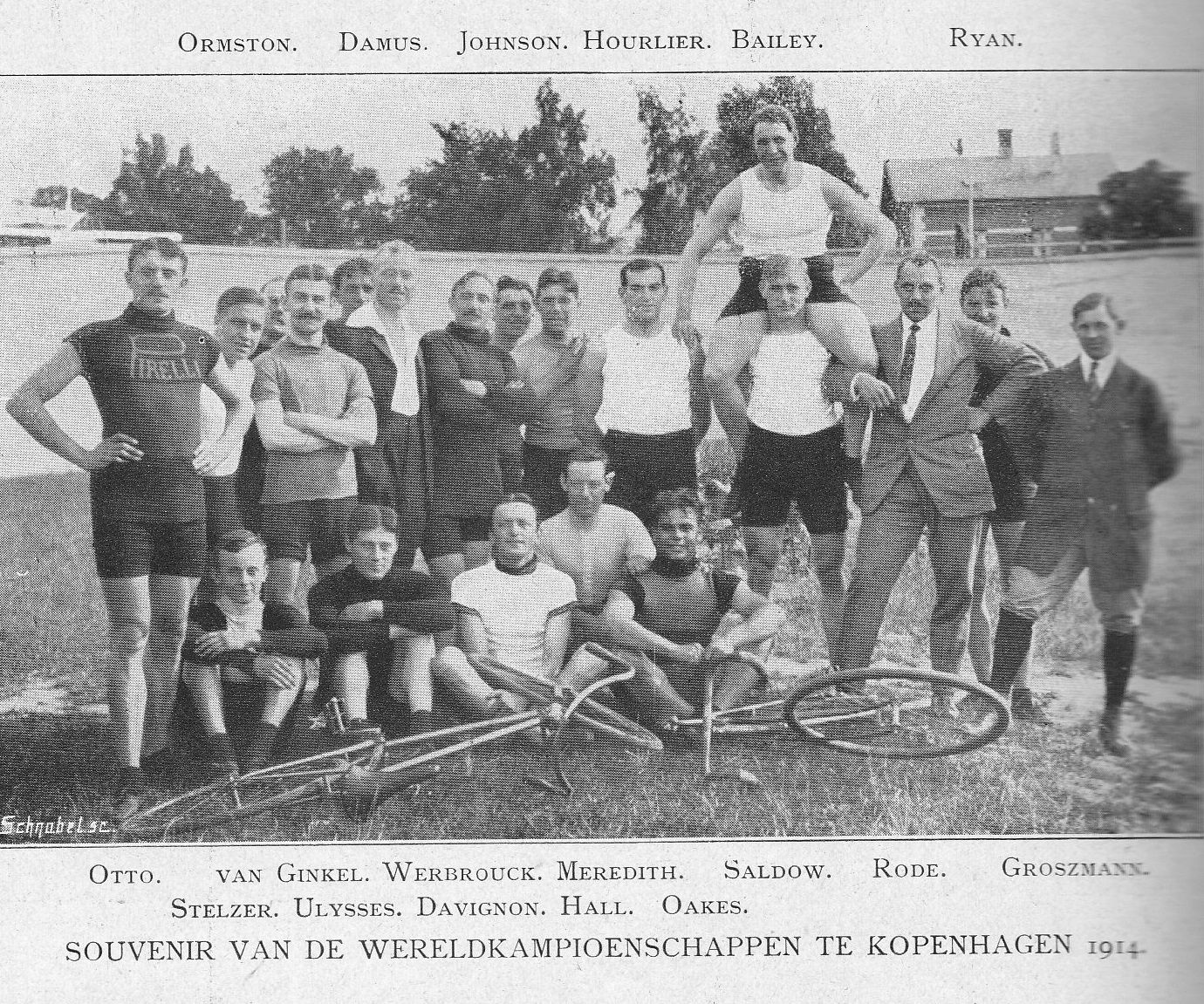
Campeonato Mundial de Ciclismo en Pista de 1914

El XXII Campeonato Mundial de Ciclismo en Pista se celebró en Copenhague (Dinamarca) el 2 de agosto de 1914 bajo la organización de la Unión Ciclista Internacional (UCI) y la Federación Danesa de Ciclismo.
Las competiciones se realizaron en el Velódromo de Ordrup de la capital danesa. De las 4 pruebas a realizar, sólo se pudo disputar la de medio fondo para ciclistas aficionados o amateur, ya que la Primera Guerra Mundial había empezado pocos días antes y muchos de los ciclistas tuvieron que regresar a sus países de origen.

## Medallistas

### Amateur
| Evento      | Oro                           | Plata                        | Bronce                  |
| ----------- | ----------------------------- | ---------------------------- | ----------------------- |
| Medio fondo | Cor Blekemolen · Países Bajos | Jacques Van Ginkel · Bélgica | Walter Stelzer Alemania |

## Medallero
| Núm. | País         | Oro | Plata | Bronce | Total |
| ---- | ------------ | --- | ----- | ------ | ----- |
| 1    | Países Bajos | 1   | 0     | 0      | 1     |
| 2    | Bélgica      | 0   | 1     | 0      | 1     |
| 3    | Alemania     | 0   | 0     | 1      | 1     |
|      | TOTAL        | 1   | 1     | 1      | 3     |